# Pakel (Andong)
Pakel is een bestuurslaag in het regentschap Boyolali van de provincie Midden-Java, Indonesië. Pakel telt 3618 inwoners (volkstelling 2010).